# Borneovisslare
Borneovisslare (Pachycephala hypoxantha) är en fågel i familjen visslare inom ordningen tättingar.

## Utseende och läte
Borneovisslaren är en tätting med relativt anspråkslös fjäderdräkt. Den är mörkt olivgrön ovan och gul under, hanen mer bjärt färgad än honan. Sången består av en serie snärtiga toner, ofta med studsande rytm, i engelsk litteratur återgiven som "wit-chi’CHEW-chi’CHEW-chi’CHEW".

## Utbredning och systematik
Borneovisslare delas in i två underarter:
- hypoxantha – förekommer i bergen på norra Borneo (från Kinabalu till norra Sarawak)
- sarawacensis – förekommer på norra Borneo (Mount Pueh)

## Status
Borneovisslaren har ett relativt begränsat utbredningsområde och tros minska i antal. IUCN kategoriserar ändå arten som livskraftig.